# Stemma del Pakistan
Lo stemma del Pakistan è il simbolo araldico ufficiale del Paese, adottato nel 1954. Consiste in uno scudo diviso in quattro parti con raffigurate le piante del cotone, del frumento, del te e della juta; lo scudo è supportato ai lati da due ghirlande di fiori e coronato da una mezzaluna con stella islamica. In basso un cartiglio riporta il motto: ایمان ، اتحاد ، نظم (fede, unità, disciplina). Il colore verde dello stemma è anch'esso uno dei simboli della religione islamica.

## Altri emblemi

### Emblemi storici

Emblema del Pakistan (1947-1955)

### Emblemi degli organi nazionali

Emblema della Corte suprema del Pakistan
Emblema della Corte federale per la Shari'a del Pakistan
Emblema della Commissione elettorale del Pakistan
Emblema dell'OGRA

### Emblemi regionali

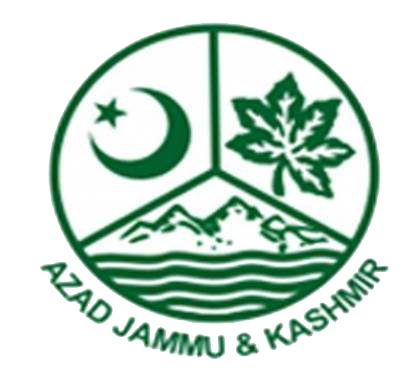
Emblema del territorio autonomo dell'Azad Kashmir
Emblema della provincia di Khyber Pakhtunkhwa
Emblema della provincia del Sindh
Emblema della provincia del Punjab
Emblema della provincia del Belucistan
Emblema delle abolite Aree tribali di amministrazione federale